# Az asztma világnapja
Az asztma világnapja egy nemzetközi ünnep, amelyet minden évben május első keddjén tartanak.
Az eseményt a Világmozgalom az Asztmásokért (GINA) nevű szervezet javasolta és kezdeményezte.
Ez a világnap annak a lehetősége, hogy az döbbentse rá az embereket az ezzel a betegséggel kapcsolatos problémákra és bajokra, melyek az emberek életét a leghétköznapibb módokon érinti.
Ezzel az ünnep alkalmával azt a célt akarják elérni, hogy az embereket tájékoztassák ezen betegség gyógymódjairól, hogy rendszeres együttműködésre buzdítsa őket az orvosaikkal kapcsolatban. Ezzel szeretnék növelni az asztmával járó és kapcsolatos tünetek megértését, és fokozni azon készséget, hogy a beteg maga is ellenőrizhesse és kezelhesse betegségét.
A világnap támogatói az Egészségügyi Világszervezet (WHO) és Az Egyesült Államok Nemzeti Légzési és Keringési Tudományos Intézete (NHLBI).